# Amblypsilopus cephalodinus
Amblypsilopus cephalodinus är en tvåvingeart som beskrevs av Yang 1998. Amblypsilopus cephalodinus ingår i släktet Amblypsilopus och familjen styltflugor. Inga underarter finns listade i Catalogue of Life.